# Meseta de Artigas
La meseta de Artigas es una meseta ubicada sobre el río Uruguay, en el departamento de Paysandú. Sobre ella se edificó el segundo monumento a José Gervasio Artigas erigido en Uruguay. 
Se inauguró el 25 de agosto de 1899 y el 7 de mayo de 2003 fue declarado monumento histórico nacional (ley 17.631 que también prevé la creación del Parque Nacional de Purificación en el entorno de la meseta).
Al norte de esta meseta José Gervasio Artigas asentó el campamento de Purificación, sede del gobierno de la Liga Federal entre junio de 1815 y abril de 1818.

## Descripción
La meseta está sobre el río Uruguay en el departamento de Paysandú, en una zona de barrancas fluviales de hasta 50 m de altura que es uno de los puntos más altos de la planicie del Litoral, en el cauce conocido como Bajo Uruguay, entre Salto Grande y el río de la Plata.
Sobre la meseta se encuentra un monumento a Artigas, a 15 km al oeste de la ruta 3, por un camino al que se accede en el km 453 de la ruta 3. La localidad más cercana es Chapicuy, está a 37 km de las termas del Guaviyú y a 110 km de Paysandú.
En el predio también existe un museo sobre José Gervasio Artigas, instalado en una edificación de piedra conocida como la «casona del Patriarca», y una oficina de la Prefectura Nacional Naval. En el entorno de la meseta hay 50 hectáreas forestadas con árboles nativos y ornamentales.
Los servicios del predio incluyen área de acampada y muelle deportivo en una pequeña playa fluvial. Se ha planificado la instalación de una estación fluvial, un centro de atención al turista y un sendero que conducirá desde la meseta a la zona donde se estableció el campamento de Purificación o Purificación del Hervidero. Parte de la zona está cerrada al público debido a investigaciones arqueológicas en curso.
De concretarse el parque nacional de Purificación previsto en la ley 17.631, la meseta quedará dentro de sus límites. El estado expropió en 2011 unas 200 hectáreas para destinarlas al parque.

En febrero de 2015 -año del Bicentenario de la creación del Cuartel general, Campamento y Villa de Purificación- el nuevo Poder Ejecutivo electo, realizó un convenio con el propietario de la estancia, que donó al Estado una hectárea en el padrón 4980.
Desde 1996 el Ministerio de Educación y Cultura cedió la gestión del parque a la intendencia municipal de Paysandú, que la realiza por medio del municipio de Chapicuy.

### Monumento a Artigas
El monumento, de 37 m de altura total, está asentado sobre la meseta, en una zona de barrancas a orillas del río Uruguay. La base es de forma piramidal, de 15 m de lado, y está construida con piedras extraídas en el mismo lugar. Una columna de granito rosado sobre la base sirve de pedestal a un busto de bronce de Artigas, que mira hacia el río. El busto de 5,50 m fue obra del escultor Juan Azzarini.
Los impulsores iniciales del proyecto fueron el estanciero Nicanor Amaro, quien donó los terrenos donde se encuentra la meseta, y una comisión honoraria formada en la ciudad de Salto que en 1897 colocó la piedra fundamental del monumento, en coincidencia con los 130 años del nacimiento de Artigas. El lugar fue elegido dada su cercanía al lugar donde se estableció Artigas y sus seguidores durante el éxodo Oriental. También se colocó una caja de plomo cerrada que contenía el acta de colocación de la piedra, firmada por los asistentes; monedas acuñadas en el país; una medalla en conmemoración de la sección uruguaya en la Exposición de Chicago de 1893 y ejemplares de Ecos del Progreso y La Prensa, diarios de Salto. La iniciativa fue financiada en parte por medio de una suscripción.
Entre los asistentes al acto estaban Nicanor Amaro, presidente de la Comisión Central, Setembrino Pereda, autoridades políticas, judiciales, militares y otras personalidades de Salto y de Paysandú, además de una guardia de honor y la banda del 1.º de Caballería, la banda del profesor Sesso y cuatrocientas cincuenta personas procedentes de Salto en un vapor de la compañía «Mensajerías Fluviales del Plata», acompañados por el vaporcito «Tangarupá» que trasladaba a las autoridades.
Se inauguró el 25 de agosto de 1899 y fue el segundo monumento dedicado a Artigas en Uruguay, luego del erigido el año anterior en San José. Al igual que en el caso de San José, la construcción de este y de otros monumentos recordatorios de Artigas en la misma época estuvo enmarcada en la política oficial de rehabilitación de su figura pública.

## Purificación
El campamento de Purificación, cuartel general de la Liga Federal liderada por José Artigas, se estableció junto al Uruguay al norte de la meseta, sobre la desembocadura del arroyo Hervidero Grande hasta el río Dayman, entre junio de 1815 y abril de 1818. Existieron discrepancias con el dueño desde 2010, sobre el lugar exacto del asentamiento. La información histórica y arqueológica, vincula a este predio con el período artiguista (por investigaciones de Williams 1879), así como un mapa que registra un baluarte, todavía visible en la primera mitad del siglo XIX (Irigoyen 1831-1835). Corresponde a los restos de lo que fue una batería semicircular, con un acondicionamiento de cantos rodados y de un polvorín cercano. La estructura del ala norte y este del propio casco de la estancia "El Hervidero", fue indicada como la utilizada por Artigas en la Villa de Purificación entre 1815 y 1818. La construcción en cuestión era obra de J.B. Dargain, el dueño anterior a 1815. Esto confirma la hipótesis al respecto del emplazamiento de la Villa, Campamento y Cuartel de Purificación, en relación con el casco de la estancia Hervidero y extendida a sus áreas próximas.

En febrero de 2015 -año del Bicentenario de la creación del Cuartel general, Campamento y Villa de Purificación- el Poder Ejecutivo realizó un convenio con el propietario de la estancia El Hervidero, quien donó al Estado una hectárea en el padrón 4980.

## Eventos
Desde 1995 y cada año, en el fin de semana más próximo al 23 de septiembre, se celebra en la meseta el «Encuentro con el Patriarca» en conmemoración del fallecimiento de Artigas, ocurrido el 23 de septiembre de 1850. En este evento participan miles de jinetes, incluyendo autoridades nacionales, que recorren cientos de km desde todo el país hasta llegar al pie del monumento a Artigas. En semana de turismo y desde los años 1950 se larga la regata «Meseta de Artigas-Paysandú Ciudad».